# Castillo de Corvins
El castillo de Corvins o castillo palacio de Corvinos es un castillo aragonés que se encuentra en el municipio de Albero Alto, comarca de la Hoya de Huesca (provincia de Huesca).

## Descripción
Se levanta en un pueyo rocoso y todavía queda un muro de los siglos XV y XVI, una casa y una torre defensiva de planta octogonal hoy día rebajada con saeteras y a la cual se accede a través de la casa. También tiene otra torre opuesta a la adjunta a la casa, también rebajada pero de planta rectangular y separada.
La construcción es de sillares y con planta irregular, cercana a ser rectangular aunque hay que destacar que de una de las esquinas el edificio arranca directamente de la roca.
La casa central cuenta con tres pisos, siendo la superior un altillo y la baja el acceso al recinto, en el arco de entrada es dovelado con un escudo nobiliario sobre el mismo

## Historia
Ya había una fortaleza musulmana cuando la zona fue conquista por Sancho Ramírez en 1080. La Crónica de San Juan de la Peña habla en relación con la Reconquista de la zona:

Aquesti rey Sancho Remirez fué muyt buen rey, et auentrurado, et virtuoso, et aparecióse bien entre las otras cosas por las conquistas siguients. En el año de nuestro Señor de M.IXXX. prisó el castiello de Coruins; en aquesti annyo mismo Pratiella; las oras cremaron moros Pina et fizo batalla con moros Çaragoça; en el año de nuestro Senyor M.LXXXIII. prisó Bolea; en el anyo de nuestro Senyor M.LXXXIII. prissó Graus; en el aquel anyo mismo, murieron muytos xpistianos en Rueda, et pobló Ayerue, et fizo batalla en Piedra-pissada con moros en el dia de Nadal.

La primera referencia escrita es de 1104 en el Cartulario de Mont Aragón, en una concordia entre el obispo de Huesca y el abad de Montearagón.
A pesar de todo esto la actual construcción parece ser la adaptación del antiguo recinto fortificado como residencia nobiliaria, similar al castillo de Monflorite, habiendo sido restaurado entre los años 2007 y 2010 para convertirse en un alojamiento hotelero.